# 王益 (1917年)
王益（1917年12月20日—2009年），男，江苏无锡人，中国出版家，曾任人民出版社党委书记，国家出版局副局长，中国印刷技术协会理事长，中国出版工作者协会顾问，第五、六、七届全国政协委员。